# Kenny G
Kenny G (polgári nevén Kenneth Bruce Gorelick) (Seattle, Washington, 1956. június 5. –) Grammy-díjas amerikai jazz-szaxofonos.

## Életpályája
Szülei zsidó származásúak voltak, maga a zenész is egy zsidó negyedben nőtt fel. Már tízéves korában játszott a hangszeren. 1982-ben indult el szólózenészi karrierje. Első lemeze ugyanebben az évben jelent meg. Második albumát 1983-ban adták ki. Harmadik lemezét 1985-ben jelentette meg. Ez a három album számít Kenny G legsikeresebb lemezeinek. Az évek során hatalmas sikert ért el, turnézott is, számtalan zenei fesztiválon részt vett, még az amerikai elnöknek is játszotta dalait. 1973-tól 1982-ig volt egy saját együttese is, 1982 óta viszont csak szólóban tevékenykedik. Kennynek jelenleg nincs felesége, egyedül él Malibuban. A zenésznek van egy szaxofonmárkája is, saját nevével ellátva.

## Stúdióalbumai
- Kenny G (1982)
- G Force (1983)
- Gravity (1985)
- Duotones (1986)
- Silhouette (1988)
- Breathless (1992)
- Miracles: The Holiday Album (1994)
- The Moment (1996)
- Greatest Hits (1997)
- Classics in the Key of G (1999)
- Faith: A Holiday Album (1999)
- Paradise (2002)
- At Last... The Duets Album (2004)
- I'm in the Mood for Love... The Most Romantic Melodies of All Time (2006)
- Rhythm and Romance (2008)
- Heart and Soul (2010)
- Namaste (2012)
- Brazilian Nights (2015)
- New Standards (2021)

## További lemezei
6 karácsonyi lemezt, 3 koncertalbumot és 18 válogatást adott ki.